# Biduanda imitata
Biduanda imitata är en fjärilsart som beskrevs av Druce 1895. Biduanda imitata ingår i släktet Biduanda och familjen juvelvingar. Inga underarter finns listade i Catalogue of Life.